# Saint-Patrice-du-Désert
Saint-Patrice-du-Désert ist eine französische Gemeinde im Département Orne in der Normandie. Sie gehört zum Arrondissement Alençon und zum Kanton Magny-le-Désert.

## Lage
Die Gemeinde Saint-Patrice-du-Désert liegt an der Gourbe an der Grenze zum Département Mayenne im Regionalen Naturpark Normandie-Maine, 33 Kilometer westnordwestlich von Alençon. Nachbargemeinden von Saint-Patrice-du-Désert sind La Motte-Fouquet im Nordosten, Lignières-Orgères im Südosten, La Pallu im Süden, Neuilly-le-Vendin und Saint-Ouen-le-Brisoult im Südwesten, La Ferté Macé im Westen sowie Magny-le-Désert im Nordwesten.

## Bevölkerungsentwicklung
| Jahr                       | 1962 | 1968 | 1975 | 1982 | 1990 | 1999 | 2010 | 2021 |
| -------------------------- | ---- | ---- | ---- | ---- | ---- | ---- | ---- | ---- |
| Einwohner                  | 268  | 238  | 233  | 198  | 193  | 197  | 198  | 231  |
| Quellen: Cassini und INSEE |      |      |      |      |      |      |      |      |

## Sehenswürdigkeiten
- Kirche Saint-Patrice
- Kapelle Saint-Antoine
- Schloss Le Petit Jard

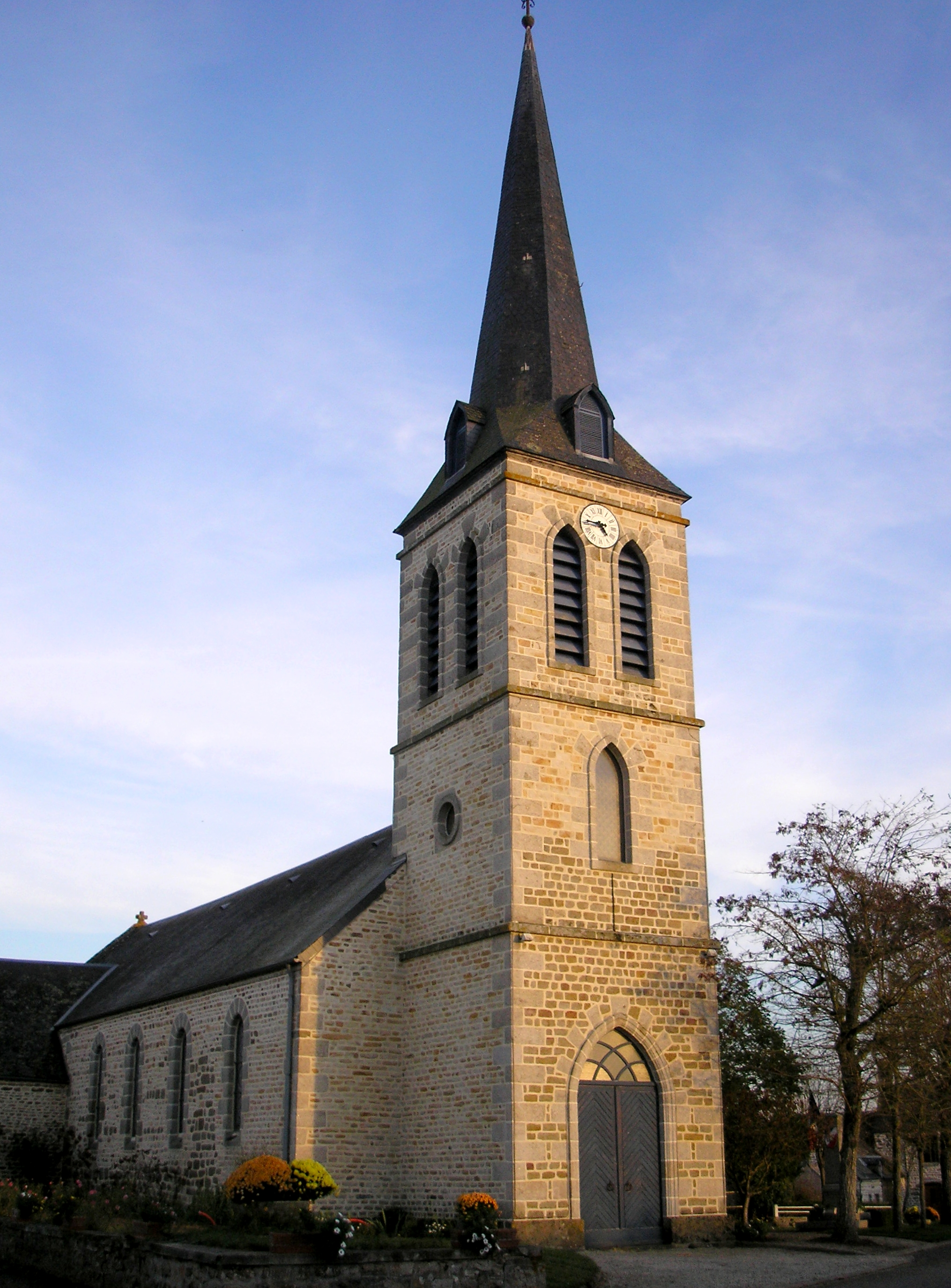
Kirche Saint-Patrick